# Бёйтарт, Дрис
Дрис Бёйтарт (нидерл. Dries Buytaert; род. 19 ноября 1978, Вилрейк, Антверпен, Бельгия) — программист, основатель и руководитель проекта Drupal.
В настоящее время живёт в городе Антверпен.

## Карьера
Бёйтарт в 2000 году получил степень магистра в области информатики в Антверпенском университете. После этого до 2003 года работал в частном секторе.
Бёйтарт защитил докторскую диссертацию 27 января 2008 года в Университете Гента в Бельгии и имеет докторскую степень в области информатики и приборостроения («Computer Science and Engineering»).
C 1999 года поддерживал GNU/Linux FAQ по беспроводным сетям (Wireless LAN).
1 декабря 2007 года Дрис заявил, что вместе с соучредителем Джеем Батсоном они запустили проект, который был назван Acquia. Acquia должен стать для Drupal тем, чем был Red Hat для Linux[неоднозначно].
31 марта 2008 года Дрис начал проект Mollom — сервис, который останавливает спам на веб-сайтах: «Цель Mollom — категорично уменьшить усилия, которые нужны для поддержания вашего сайта в чистоте, а контента сайта — на высоком уровне.
В данный момент, Mollom это комбинация внедренного спам-фильтра и CAPTCHA сервера, которая убивает спам на раз-два». Более 62000 веб-сайтов уже защищены сервисом Mollom.